# Gyronotus carinatus
Gyronotus carinatus là một loài bọ cánh cứng trong họ Bọ hung (Scarabaeidae).